# 寅次郎的故事16 葛饰立志篇
《寅次郎的故事16 葛饰立志篇》（日語：男はつらいよ 葛飾立志篇）是一部1975年上映的日本喜剧电影，亦是《寅次郎的故事系列》的第十六部剧场版作品。由山田洋次导演，渥美清、倍赏千惠子、前田吟、下条正巳、三崎千惠子及㭴山文枝等等主演。于1975年12月27日上映。

## 劇情簡介
寅次郎回到柴又家人的店舖，一天，有自稱來自山形17歲高中生的順子到訪，家人誤會寅次郎是這女孩的父親。原來，順子被父親遺棄，寅次郎每年都有寫信及寄少量金錢給順子的母親。母親去世後，順子特來道謝，並希望了解一下寅次郎。因親戚關係寄住在叔叔家中的礼子是大學的考古學助理， 寅次郎為接近礼子變得斯文及好學，可是礼子的心卻屬於大學教授。

## 主要演员
- 车寅次郎：渥美清
- 诹访樱：倍赏千惠子
- 笕礼子：㭴山文枝
- 最上顺子：樱田淳子
- 田所先生：小林桂树
- 车龙造：下条正巳
- 车つね：三崎千惠子
- 诹访博：前田吟
- 桂梅太郎（社长）：太宰久雄
- 源公：佐藤蛾次郎
- 诹访满男：中村隼人
- 御前样：笠智众
- 咆哮警员：米仓齐加年
- 大祭司：大泷秀治
- 八百屋房东：後藤泰子
- 主妇：谷よしの、户川美子
- 坏人：吉田义夫
- 弹吉他的男子：上条恒彦

### 英文
- . 英国电影协会.   [2013-05-07]. （原始内容存档于2012-10-17） （英语）.
- . Complete Index to World Film.   [2013-05-07]. （原始内容存档于2012-09-13） （英语）.
- Weiler, A.H. . 纽约时报. 1977-04-27 （英语）.

### 德文
- . www.molodezhnaja.ch.   [2013-05-07]. （原始内容存档于2013-05-20） （德语）.

### 日文
- . www.allcinema.net.   [2013-05-07]. （原始内容存档于2012-10-18） （日语）.
- . 日本电影院数据库（日本文化厅）.   [2013-05-07]. （原始内容存档于2012-02-26） （日语）. 外部链接存在于|publisher= (帮助)
- . 日本电影数据库.   [2013-05-07]. （原始内容存档于2013-11-05） （日语）.
- . 电影旬报.   [2013-05-07]. （原始内容存档于2012-03-09） （日语）.

### 中文
- . 豆瓣电影.   [2013-05-07]. （原始内容存档于2015-08-04）.